# Cephalodella celeris
Cephalodella celeris är en hjuldjursart som beskrevs av Myers 1937. Cephalodella celeris ingår i släktet Cephalodella och familjen Notommatidae. Inga underarter finns listade i Catalogue of Life.